# ローリン・ウィリアムズ
ローリン・ウィリアムズ（Lauryn Williams、1983年9月11日 - ）は、アメリカ合衆国ペンシルベニア州出身の陸上競技選手である。2004年アテネオリンピックの100mでは、ベラルーシのユリア・ネステレンコについで銀メダルに終わるが、翌年の世界陸上選手権では、同種目で金メダルを獲得した。
2007年世界陸上大阪大会女子100m決勝では、1位のベロニカ・キャンベル（ジャマイカ）と11秒01の同タイムながら写真判定の結果銀メダルを獲得した。
2014年ソチオリンピックのボブスレー競技で銀メダルを獲得。女子としては史上3人目となる夏冬両オリンピック大会のメダリストとなった。

## 主な実績
| 年度 | 大会                     | 種目 | 場所                       | 結果 | 記録    |
| ---- | ------------------------ | ---- | -------------------------- | ---- | ------- |
| 2004 | 2004年アテネオリンピック | 100m | アテネ（ギリシャ）         | 銀   | 10.96秒 |
| 2005 | 世界陸上選手権           | 100m | ヘルシンキ（フィンランド） | 金   | 10.93秒 |
| 2005 | 世界室内陸上選手権       | 60m  | モスクワ（ロシア）         | 銀   | 7.01秒  |
| 2007 | 世界陸上選手権           | 100m | 大阪（日本）               | 銀   | 11.01秒 |